# آش (فلم 2025)
"آش" Ash هو فيلم رعب وخيال علمي أمريكي صدر عام 2025 من إخراج وتأليف فالاينغ لوتس (Flying Lotus). من بطولة إيزا غونزاليس، آرون بول، إيكو أوايس، كيت إليوت، بيولا كوال، وفالاينغ لوتس نفسه.
تدور أحداث الفيلم حول رائدة فضاء تستيقظ على متن محطة فضائية فوق كوكب غريب، لتكتشف أن جميع أفراد طاقمها قد قُتلوا. وبين فقدان الذاكرة والبارانويا، تجد نفسها غير قادرة على تحديد ما إذا كانت تستطيع الوثوق برجل يدّعي أنه يعرفها، وأنه أُرسل لإنقاذها.
عُرض الفيلم لأول مرة عالميًا في مهرجان SXSW في 11 مارس 2025، وتم إصداره رسميًا في 21 مارس 2025. حقق الفيلم إيرادات بلغت 1.1 مليون دولار، وتلقى مراجعات إيجابية عمومًا من النقاد، الذين أشادوا بالأداء التمثيلي، والأجواء، والمؤثرات البصرية، بالإضافة إلى إخراج فالاينغ لوتس والموسيقى التصويرية.

## القصة
```
تستيقظ رائدة الفضاء "ريا" فجأة على متن محطة أبحاث علمية فوق كوكب بعيد وقاحل، دون أي ذاكرة عن مكانها أو كيف وصلت إلى هناك، أو ما حدث لها، باستثناء بعض شظايا من ذكريات كابوسية. وأثناء استكشافها للمحطة، تعثر على عدة جثث، ثم تسمع صوت شخص يدخل من قفل الهواء الخاص بالمحطة. وعند مباغتته، تكتشف أنه رجل يُدعى "بريون"، يزعم أنه يعرفها، وأنه جاء بعد تلقيه نداء استغاثة منها.
```

خلال تحقيقهما المدعوم ببعض الفلاشباكات، يتضح أن "ريا" و"بريون" وأعضاء الطاقم المتوفين — آدي (قائد الطاقم)، وكيفن (حبيب ريا)، وكلارك، وديفيس — كانوا جزءًا من عدة بعثات استكشافية من الأرض لاكتشاف كواكب صالحة للسكن. ومع فقدان البعثات الست السابقة، أصبحت آخر بعثة — على هذا الكوكب المُسمى "K.O.I.-442"، والذي لقّبه كيفن بـ"رماد" (Ash) — الأمل الأخير للأرض. بينما أقام الباقون في المحطة السطحية، بقي "بريون" في محطة مدارية لمراقبة المهمة والتواصل مع الأرض.
بعد فشلهم في العثور على أثر لـ"كلارك" (العضو الوحيد المفقود)، يبدأ "ريا" و"بريون" التحضير لمغادرة الكوكب خلال 12 ساعة إلى المحطة المدارية، لأن أنظمة المحطة السطحية تنهار والدعم الحياتي يتضاءل. تبدأ "ريا" في رؤية فلاشباكات متكررة لزملائها وهم يموتون بطرق مروعة، بعضها على يدها. وأثناء عاصفة نيزكية، تُسجّل المحطة اختراقًا في الهيكل. وأثناء محاولتها لإصلاحه، تجد أدلة على أن شخصًا ما كان يتحرك داخل أنفاق الصيانة، وتبدأ في الاشتباه بأن "كلارك" ما زالت على قيد الحياة وأصيبت بعدوى حولتها إلى شخص مضطرب عقليًا، مما أدى إلى مقتل الطاقم وتخريب المحطة.
مع نقص الأوكسجين، يجب على "ريا" و"بريون" المغادرة على أول فرصة للالتحام بالمحطة المدارية. تكتشف "ريا" تسجيلات من طائرة آلية تظهر أن "بريون" قد عثر على إشارات غريبة قادمة من عدة نقاط بالكوكب، ما قاده لاكتشاف أجهزة تحويل جو من أصل فضائي. وعندما نزل "ديفيس" داخل أحد تلك الأجهزة، قُتل بعد تنشيطها المفاجئ. توبخ "ريا" "بريون" لإخفائه هذه المعلومات، ثم تتذكر أنها هي من قتلت "كيفن" و"آدي"، لكنها لا تتذكر السبب.
يرفض "بريون" البقاء، مصرًا على أن اكتشاف وجود حياة ذكية وتكنولوجيا تيرافورمينغ متقدمة أولى من معرفة ما حدث بالضبط. ومع تبقي ساعتين ونصف على انطلاق مركبة الهبوط تلقائيًا، تتحضّر "ريا" للمغادرة، لكن يصيبها فلاشباك يظهر فيه "آدي" يهاجمها بعنف، فتضطر لقتله دفاعًا عن نفسها. ثم تعثر على "كلارك" داخل المحطة، وتفر إلى أنفاق الصيانة، حيث تجد جثة "بريون". تهاجمها "كلارك"، فتهرب إلى الحمام وتقوم بإغراقها عن طريق إدخال خرطوم المياه داخل خوذتها. وبعد أن تفحص جثتها، تكتشف أنه لا أثر لأي عدوى فيها، وتكتشف أن مركبة الهبوط قد تم تخريبها. تعود إلى المحطة وتفحص جثة "بريون"، لتكتشف أنه كان ميتًا قبل أن تراه، ما يعني أن وجوده كان مجرد هلوسة.
عند هذه النقطة، تدرك "ريا" أنها هي المصابة، وأن "بريون" لم يكن سوى تخيّل ناتج عن طفيلي نانوتكنولوجي داخل جسدها. فقد جلب "كيفن" كائنًا لا فقاريًا غريبًا إلى المحطة دون قصد، حيث أصيب النظام الرئيسي للطاقة وقفل الهواء، ما أجبر "بريون" على النزول. طالب "آدي" والباقون بالإخلاء الفوري، لكن "ريا" أصرت على البقاء للتحقيق واستعادة التكنولوجيا. وأثناء فحصها للكائن الفضائي، لاحظت أنه مصاب بالطفيلي، الذي انتقل لاحقًا إلى "آدي" وجعله يهاجم الطاقم. عندما قتل "كيفن" "آدي"، انتقل الطفيلي إليه، فطارَد "بريون" وقتله في أنفاق الصيانة. ثم أرسلت "ريا" "كلارك" إلى مركبة الهبوط، وبقيت لتواجه الكائن، فقتلت "كيفن"، ثم أصابها الطفيلي. حاولت الانتحار باستخدام السيانيد، لكن الطفيلي أنقذها بتحييد السم. وعندما عادت "كلارك"، قتلتها "ريا" ظنًا أنها مصابة.
ثم يتحدث إليها الطفيلي، ويخبرها أن جنسه كان قد استوطن هذا الكوكب قبل البشر، ولأنه وجد أن الجنس البشري غير فعّال، قرر أن يندمج معها ويطورها. لكنها ترفض، وتقوم بانتزاع الطفيلي باستخدام الروبوت الطبي، لكن الطفيلي يصيب جثة "بريون" ويهاجمها. تقتله "ريا" باستخدام شعلة لحام، وبعد أن تغادر المحطة المشتعلة، تصلح مركبة الهبوط وتقلع باتجاه المحطة المدارية، لكنها تكتشف أنها أيضًا أصبحت موبوءة بطفيليات أخرى.

## طاقم التمثيل
- إيزا غونزاليس بدور ريا أورتيز
- آرون بول بدور بريون كارجايل
- إيكو أوايس بدور آدي
- بيولا كوال بدور كيفن
- كيت إليوت بدور كاثرين كلارك
- فالاينغ لوتس بدور شون ديفيس